# V761 Centauri

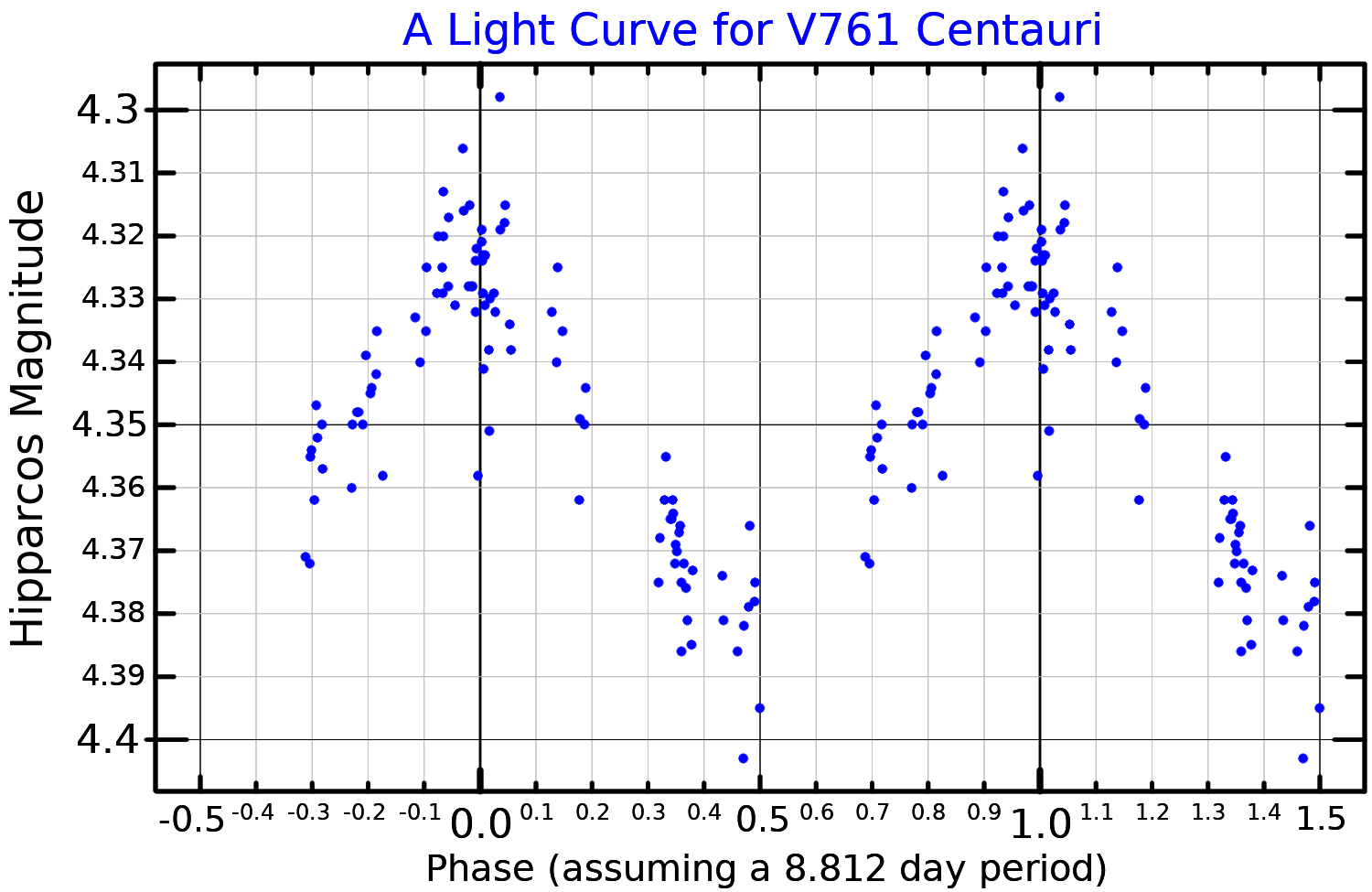
Frecuencia de luz del V761 Centauri

V761 Centauri (V761 Cen / a Centauri / HD 125823 / HR 5378) es una estrella de la constelación de Centaurus de magnitud aparente +4,40. Se encuentra a 418 años luz de distancia del sistema solar y forma parte de la asociación estelar «Centaurus Superior-Lupus» (UCL).
Aunque V761 Centauri figura catalogada como una gigante azul de tipo espectral B7IIIpv, su espectro es variable entre B2V y B8IV.
Su temperatura efectiva es de aproximadamente 19.000 K y su luminosidad es 1050 veces mayor que la luminosidad solar.
Tiene un radio 2,8 veces más grande que el del Sol y, para ser una estrella de sus características, rota lentamente; su velocidad de rotación proyectada de 15 km/s da lugar a un período de rotación inferior a 8,82 días.
Su masa es 5,6 veces mayor que la masa solar y su edad se estima en 32 millones de años.
V761 Centauri es una estrella Bp químicamente peculiar que muestra una variabilidad extrema en la abundancia de helio.
Tiene dos hemisferios claramente diferenciados, uno rico en helio y otro pobre en este elemento; la abundancia de este elemento varía en un factor de 125 entre ambas regiones.
Además, en el hemisferio pobre en helio, el isótopo helio-3 es igual de abundante que el helio-4, cuando a nivel cósmico este último es, con diferencia, mucho más abundante.
El campo magnético superficial muestra una geometría más compleja que un simple dipolo o que un «dipolo más cuadripolo».
Oxígeno, nitrógeno y hierro se concentran sobre todo en dos zonas cerca del ecuador consistentes con el máximo magnético positivo, pero, en menor medida, también en otras dos zonas donde se encontraría el pico negativo del campo magnético.
Pequeñas variaciones de brillo de 0,05 magnitudes hacen de V761 Centauri una estrella variable clasificada como variable SX Arietis, semejante a α Sculptoris.